# TouchHLE
touchHLE é um emulador para rodar aplicativos iOS do iPhone, com suporte para as primeiras versões do sistema, executando os mesmos em PCs (Windows, Mac OS) e Android. Atualmente ele suporta pouco mais de cem jogos. O projeto é de código aberto, é escrito em Rust e foi criado por uma desenvolvedora com o apelido hikari_no_yume.
O emulador teve seu primeira versão disponibilizada em fevereiro de 2023 com suporte ao jogo Super Monkey Ball, um título de lançamento da loja de aplicativos do iPhone de 2008 que foi considerado mídia perdida porque não rodava em plataformas atuais. O último lançamento oferece suporte a outros jogos de mídia perdida, como Doom II RPG.